# Torre del Molí de la Murtra i masia
La Torre del Molí de la Murtra i masia és una obra de Sant Pol de Mar (Maresme) inclosa a l'Inventari del Patrimoni Arquitectònic de Catalunya.

## Descripció
El molí de la Murtra està situat al sud-oest del terme municipal. En un dels extrems del conjunt hi ha una torre de defensa de planta quadrada adossada al cos principal. La masia consta de dos pisos i coberta a quatre vessants i ha estat recentment reformada. La torre funciona amb la zona més antiga del molí, amb altres edificacions posteriors que se li lliuren. La torre de guaita, feta amb carreus de pedra a les cantonades, es conserva en tota la seva alçada, amb matacans o l'empremta d'aquests als seus murs de tancament. L'emmarcament de les finestres és de pedra també. La resta de murs i estructures corresponents a la seva evolució i ús se situen al subsòl.